# Семигорье (Донецкая область)
Семиго́рье (укр. Семигір'я) — село в Светлодарской городской общине Бахмутского района Донецкой области Украины.

## Население
Население по переписи 2001 года составляло 347 человек.

## История
В 1964 году решением Донецкого облисполкома переименованы Кодемский сельсовет Артёмовского района, на территории которого находится совхоз 1-е Мая, — в Семигорский сельсовет, а село Кодема — в село Семигорье.